# Józef Dużyk
Józef Dużyk (ur. 14 marca 1928 w Krakowie, zm. 11 maja 2000 tamże) – polski bibliotekarz, literaturoznawca, znawca twórczości Władysława Orkana, długoletni pracownik biblioteki Polskiej Akademii Umiejętności.

## Życiorys
Syn Stanisława i Emilii (z domu Skowronek). Ojciec pracował na kolei i w spedycji. Wychowany w trudnych warunkach materialnych. Uczestnik tajnych kompletów w czasie okupacji hitlerowskiej. Matura w 1948 (Liceum Nowodworskiego w Krakowie). W 1946 zadebiutował tekstem Tam gdzie pracował Władysław Orkan (Młoda Rzeczpospolita). Od września 1948 studiował na Uniwersytecie Jagiellońskim. W 1952 obronił pracę magisterską (Badania nad powstawaniem i rozwojem wielkiej własności ziemskiej duchownej w epoce feudalnej. Powstanie i uposażenie klasztoru w Mogile do końca XIII wieku) pisaną pod kierunkiem prof. Sylwiusza Mikuckiego. Od 1 stycznia 1951 do śmierci pracował w Bibliotece Polskiej Akademii Umiejętności w Krakowie (zatrudniony początkowo jako starszy asystent). W 1955 objął kierownictwo referatu starych druków. Interesował się przede wszystkim rękopisami. Szybko awansował i od 16 listopada 1968 został kierownikiem Działu Zbiorów Specjalnych. Funkcję tę pełnił do 31 grudnia 1993 z przerwą w latach 1974 - 1983. W 1974 oddelegowano go do Rzymu, do stacji naukowej PAN, gdzie był bibliotekarzem. W 1978 obronił pracę doktorską na Uniwersytecie Warszawskim (Władysław Orkan. Opowieść biograficzna) napisaną pod kierunkiem prof. Janiny Kulczyckiej-Saloni. Wchodził w skład rady naukowej Biblioteki PAU w Krakowie. Na emeryturę udał się 31 grudnia 1993, przy czym nadal pracował w bibliotece PAU w niepełnym wymiarze czasu. 
Miał żonę Mieczysławę Marię (z domu Różycką) oraz dzieci: Dorotę i Pawła (tragicznie zmarłego w wypadku drogowym w wieku 27 lat). 

## Wybrane pozycje
Wybrane prace Józefa Dużyka:
- Z dziejów cenzury w Krakowie w wiekach XV-XVII (1956),
- Kraków w dawnych felietonach (1960),
- Życie kulturalne Krakowa w latach 1870-1879 w świetle współczesnej prasy (1965),
- Kraków i jego uniwersytet (tom I - 1963, tom II - 1966), wspólnie ze Stanisławem Salmonowiczem,
- Egzekucja nad książką (1968),
- Droga do Bronowic (praca o Lucjanie Rydlu, 1968),
- Echa powstania styczniowego w literaturze i sztuce Krakowa (1968),
- W oficynach drukarskich Krakowa XVI w. (1970),
- Włodzimierz Tetmajer. Życie i twórczość (1971),
- Sława panie Włodzimierzu (1972),
- Katalog rękopisów Biblioteki PAN w Krakowie (trzy tomy: 1973, 1986, 1991 - współautor, dwa tomy: 1996, 1999 - autor),
- Władysław Orkan. Życie i twórczość (1975),
- Katalog mikrofilmów Biblioteki Narodowej (tomy: 16 z 1976 i 33 z 1995 - współautor),
- opracowanie części korespondencji Jana Cybisa,
- Władysław Orkan. Opowieść biograficzna,
- Wędrówki włoskie (1985),
- W świątyniach Rzymu (przewodnik, 1996),
- edycja korespondencji Wincentego Lutosławskiego (niedokończona).